# ダリル・ジョンストン
ダリル・ジョンストン（Daryl Johnston 1966年2月10日 - ）は、ニューヨーク州ヤングスタウン出身の元アメリカンフットボール選手。ポジションはフルバック。NFLのダラス・カウボーイズで1989年から1999年までプレイした。1993年、1994年とプロボウルに選出された。第27回スーパーボウル、第28回スーパーボウル、第30回スーパーボウルで優勝している。「MOOSE」（ヘラジカ）という愛称で親しまれた。

## 経歴

### プロ入りまで
ハイスクール時代の1984年にニューヨーク州西部の最優秀選手に選ばれた。また学業でも優れた成績を修めGPAは4.0であった。コーネル大学とシラキューズ大学から奨学金のオファーを受けた彼はシラキューズ大学に進学した。
大学入学後1年次はスペシャルチームで学んだ。2年次に先発フルバックとなった。4年次の1988年にはランで1,830ヤード、パスレシーブ46回の成績をあげて、オールアメリカン、ビッグ・イースト・カンファレンスのオールスターに選出されて、1989年のNFLドラフトの2巡目全体39番目でダラス・カウボーイズに入団した。

### ダラス・カウボーイズ
1991年からカウボーイズの先発フルバックとして起用されるようになり、エミット・スミスのリードブロッカーとして彼がNFL通算リーディングラッシャーとなることに大きく貢献した。ランプレイ回数よりもパスレシーブ回数の方が多く、1993年には50回のパスキャッチを果たした。首の故障で現役を引退した。パスレシーブ294回はカウボーイズのRBとしては歴代3位の数字である。

### 現役引退後
2001年よりNFL on FOXの解説者を務めている。
2002年10月27日にエミット・スミスがウォルター・ペイトンの記録を抜き、NFL歴代リーディングラッシャーとなった試合では放送ブースからテキサス・スタジアムのグランドに降りてきてスミスと共にスタジアム内を回った。
2011年5月、マイケル・アービンに例えられることもあるが、素行の悪さの目立つデズ・ブライアントに対して苦言を呈した。

## 人物
愛称のMOOSEはカウボーイズのチームメート、ベイブ・ローフェンバーグが名づけたもの。
このニックネームはカウボーイズに限らず多くのNFLファンに認知された。フルバックというポジションの特質上、ボールに触れる機会は少なかったが、彼がボールをもったときは、ホームのテキサス・スタジアム（場合によって相手チームのスタジアムでも）全体で「ムーーーース」と唸ることが恒例であった。彼の母親がスタジアムで初観戦した際にその唸り声を息子に対するブーイングを勘違いし困惑したが、それがファンの愛情表現であることを知って喜んだとの逸話が残る。今日、名称に「ウー」の発音がある選手が登場したり、活躍したりすると、試合会場全体でその選手の名前を唸る応援の先駆けであった。
1989年から1997年まで149試合連続出場を果たしている。
2010年8月、エミット・スミスはプロフットボール殿堂入りスピーチの場でトロイ・エイクマン、マイケル・アービン、ジミー・ジョンソン、ノーブ・ターナー、ジェリー・ジョーンズカウボーイズオーナーらに続き最後にジョンストンに対する感謝の念を強く述べた。
スペシャルオリンピックスや子供のためのがん基金などへのチャリティー活動を行っている。